# Chléb ve starověkém Egyptě
Chléb byl pro starověké Egypťany nejdůležitější potravinou bez ohledu na jejich majetkové poměry.
Stejně jako současný chléb byl připravován z obilné mouky, vody a malého množství kvasnic, další přísady tvořila sůl, koření, mléko, někdy i máslo a vejce. Z praktických důvodů byla jeho výroba spojena s výrobou nápoje označovaného dnes jako pivo. Z víceméně jednotného typu chlebového těsta byly připravovány různé druhy chleba lišící se tvarem, způsobem výroby, příchutí, ale také různou kvalitou vstupních surovin (např. jemností nebo hrubostí mouky). Literárně je proto doloženo ve Staré říši 20 a v Nové říši 40–60 různých názvů pro chléb; je ovšem velmi nesnadné zjistit, čím se od sebe přesně odlišovaly a kterému známému druhu chleba ten který název odpovídá.